# Cova amb tancament ciclopi talaiòtica
Una cova amb tancament ciclopi talaiòtica també anomenada cova murada és una cavitat natural creada a través l'erosió de la roca calcaria característica de l'Illa de Menorca, però que han estat retocades per l'acció humana durant el passat, per exemple per obtenir una major profunditat al seu interior, però sobretot, a través de la creació d'un mur ciclopi. Aquest mur, com bé indica el nom, està construït amb filades de pedres sense cap tipus d'argamassa i la seva finalitat és tancar l'entrada de la cova. Les coves amb tancament ciclopi talaiòtiques o coves murades van ser utilitzades com espais d'enterrament col·lectiu entre el 1450 i el 800 aC. Les coves amb tancament ciclopi talaiòtiques més conegudes són: la Cova Murada, la Cova des Càrritx, la Cova des Morts de Mongofre Nou.

## Les coves amb tancament ciclopi talaiòtica o coves murades de Menorca
Cova Murada
La Cova Murada és la cavitat amb majors dimensions de tot el Barranc d'Algendar (Ciutadella - Menorca). Aquesta està situada al vessant occidental del barranc, molt a prop del Talaiot de Torrepetxina. S'anomena Cova Murada, perquè sap que en època talaiòtica es va paredar l'entrada de la cavitat amb un mur ciclòpi per a ser utilitzada com a estructura funerària. Aquest mur, segons Veny, té uns 4 metres d'amplada i 10 de llargada.

Els antropòlegs i arqueòlegs que van excavar aquest jaciment van documentar un complex ritual de cremació al seu interior i gràcies al qual s'han conservat fins al dia d'avui fragments i objectes de llenya com ara: restes de baguls amb forats, pintes i restes d'un encenser juntament amb teixits prehistòrics. També es van documentar materials ceràmics i metàl·lics, que permetrien confirmar que va ser utilitzada com estructura funeraria durant el primer mil·lenni aC. Tot i així, els arqueòlegs no es posen d'acord en quant de temps es va utilitzar la cova com a espai d'enterrament. De fet, C. Veny i M. Trias van arribar a conclusions contràries i Lluís Plantalamor considera que va ser utilitzada en una época avançada del període talaiòtic. Pel que fa la tipologia de la cova, la Cova Murada es caracteritza per ser una galeria gairebé horitzontal amb nombrosos colzes de secció diversa que divideixen les diferents sales que componen la cova. 
Descripció de les sales de la cova
· Galeria d'entrada: és un ámpli pòrtic d'11 metres d'alçada i 9 d'amplada que actua com a l'entrada de la cova. Destaca com el sòl format per abundants sediments adquireix una mica de pendent. En aquest espai es va documentar un jaciment arqueològic, que va patir les accions dels espoliadors. Tot i així, els arqueòlegs van poder estudiar els materials que encara restaven dins la galeria.
·Sala de les columnes: espai que comunica amb la galeria d'entrada a través d'una obertura. Aquesta espai es caracteritza per tenir 9 metres d'amplada per 24 metres de profunditat i 4 metres d'alcada.
·Laminador: al final de la Sala de les columnes comença el laminador, que actualment es troba gairebé colmatat pel dipòsit de sediments. Els primers espeleòlegs que van entrar dins la Cova Murada, es pensaven que aquest era el final de la cavitat, però després van descobrir l'existència d'un conducte terminal.
·Conducte terminal: és un conducte de 5 metres d'amplada i 5 d'alçada. Al final hi ha una colmatació d'argiles.
Cova des Carritx
La cova des Càrritx és una cova natural situada al barranc d'Algendar (Ciutadella - Menorca). La cova es troba al camí de pas cap a la cova Murada. La cova des Càrritx i el seu contingut s'han conservat en bon estat fins als nostres dies gràcies al fet que antigament l'entrada va quedar tapada pel col·lapse d'una gran roca del barranc, que la va ocultar. Es tracta d'una cova natural d'uns 230 metres de recorregut longitudinal, a la boca de la qual es va construir un mur de grans pedres amb tècnica de construcció ciclòpia. En el primer tram d'uns 170 metres és on s'ha trobat una gran quantitat de material arqueològic, que ha donat una valuosa informació sobre els hàbits i costums dels menorquins prehistòrics, especialment els relacionats amb la mort i els rituals funeraris. Gràcies a l'excavació d'aquesta cova es va poder documentar un ritual d'enterrament que consistia en el tintant amb una pasta de color ocre, pentinat i tallat dels cabells per després emmagatzemar-los dins uns contenidos d'òs de bou i amb tapadora de fusta amb decoracions de cercles concèntrics.
A la cova es poden diferenciar fins a set sales comunicades entre sí a través de corredors i galeries. Un equip de la Universitat Autònoma de Barcelona dugué a terme les excavacions de la Cova des Càrritx entre els anys 1995 i 1996. Codirigiren les excavacions els arqueòlegs Vicente Lull, Roberto Risch, Rafael Micó i Cristina Rihuete.
Descripció de les sales de la cova
- Sala 1: espai quadrangular d'uns 32 m². Encara conserva el mur de parament ciclopi que s'hi va construir en origen, amb el qual es protegia l'interior de la cova. L'ensorrament d'una part de la visera del barranc va clausurar la boca de la cova, cosa que va ajudar a la conservació dels contextos funeraris i rituals prehistòrics que contenia. Aquest espai té dues cotes de nivell. Va funcionar com a cementeri entre el 1450/1400-800 aC.
- Sala 2: espai irregular, baix i allargat. Les restes que contenia procedien del cementeri de la sala 1 (1450/1400-800 aC).
- Sala 3: espai de dimensions notables, també irregular. S'hi va localitzar una petita foguera i dues concentracions de materials arqueològics, una amb predomini d'ossos d'animals i fragments d'estalactites i una altra amb vasos ceràmics (1600-1450/1400 aC).
- Sala 4: separada de la sala 3 per una cortina d'estalactites i estalagmites avui en dia encara actives. Presentava alguns ossos dispersos de Myotragus balearicus, una punta de llança de bronze en una mena d'orifici d'1 metre i mig de profunditat i abundants solcs verticals produïts per dits humans en una de les colades d'argila (1600-1450/1400 aC).
- Sala 5: s'hi accedeix per un ramal del fons de la sala 4, estret i inclinat, pel qual s'ha de reptar per arribar a un petit espai destinat a amagar el dipòsit d'objectes de fusta, ceràmica prehistòrica de Menorca, bronze i contenidors de cabells (1100-800 aC).[11]
- Sala 6: espai de configuració allargada en què es va localitzar un got romput a terra i una petita foguera amb cendres que contenien ossos humans de dits i peus. Molt a prop, al costat de la paret, es va trobar una agrupació d'ossos que representaven una mà que assenyalava la foguera. A l'interior d'unes esquerdes de la paret hi havia ossos humans de mans i peus amb fragments d'estalactites de forma semblant a la dels ossos (1600-1450/1400 aC).[12]
- Sala 7: separada de la 6 per una cortina d'estalactites que va ser retallada i els fragments col·locats en un lloc arrecerat proper (1600-1450/1400 aC). Als 170 m, el darrer punt al qual van arribar les persones que van usar aquests espais durant la prehistòria, sobre una lleixa de la roca natural, es va localitzar una olleta de ceràmica amb dos mugrons orientats cap a la sortida de la cova, és a dir, cap al que s'hi acostava.
- Forat de ses Aritges: Situat al costat de l'entrada de la cova des Càrritx, es tracta d'una petita cova natural amb un mur de tancament ciclopi. Ha estat objecte d'excavació arqueològica en les mateixes campanyes desenvolupades per la Universitat Autònoma de Barcelona a la cova des Càrritx.[13]

Cova des Morts
La Cova des Morts (Maó - Menorca) és més aviat un abric, situat a un esperó de la costa nord de Menorca, concretament, a la finca de Mongofre Nou. La Cova des Morts forma un conjunt de cavitats juntament amb una cavitat més, anomenada la Cova dels Soldats. La des Morts és la més oriental i es caracteritza per tenir un mur de tancament ciclopi construït amb grans pedres. Al seu interior també hi havia una gran quantitat de sediments però s'hi van documentar moltíssimes restes humanes en superfície. Tant la Cova des Morts com la Cova dels Soldats van ser introduïdes al Catàleg de Protecció del Patrimoni Arqueològic del terme municipal de Maó i posteriorment es va sol·licitar l'excavació de la Cova des Morts. Amb aquesta intervenció es van document restes òssies de 300 individus i es va poder establir una seqüència estratigràfica amb 7 nivells arqueològics.
Descripció dels sediments arqueològics
·Nivell I: estava compost de sediments arenosos creats per l'erosió de la cova que s'havien dipositat al sòl amb el vent. Gran quantitat de restes humanes datades del 840 cal aC. i pocs fragments de ceràmica talaiòtica. Ocupaba tota l'extensió de la cova fins al tancament ciclopi amb una potència de 100-150 cm.
·Nivell II: sediments arenosos amb una potència de 0-40 cm, on es va documentar un individu complet i ossos que pertanyien a altres individus que no estaven complets però sí amb connexió anatòmica. També hi havia alguns vasos ceràmics i altres restes de la cultura material talaiòtica. Les datacions dels dos individuos documentats són: 906 cal aC. y 955 cal aC.
·Nivell III: capes hortizontals i compactes que ocupen tota la superfície de la cova. També s'han documentat sediments carbonosos de combustió ubicats a prop del mur de tancament en tota la seva extensió. Aquests sediments tenen una datació de 3348 cal aC.
·Nivell IV: sediments marronosos amb restes d'ovicaprins (fauna domèstica) amb una cronología de 1614 cal aC. i pocs fragments de ceràmica talaiòtica. Ocupa la meitat de la superíficie de la cova i té una potència de 5-15 cm 
·Nivell V: sediments de combustió amb datació del 1674 cal aC., sense presència de restes òssies ni de cultura material. Ocupa la superfície de la cova de manera irregular i té una potència de 5-10cm.
·Nivell VI: sediments marronosos compactes i arenosos, restes d'ovicaprins (fauna domèstica) datades al 1752 cal aC. i ceràmica pretalaiòtica. S'estén per un quart de la superfície de la cova, concretament, és la capa que està en contacte amb la roca mare i té una potència de 2-25cm.
·Nivell VII: roca mare.

## Candidatura de la Menorca Talaiòtica a patrimoni mundial
Actualment, una selecció de jaciments prehistòrics de Menorca opten a ser declarats patrimoni de la humanitat per la UNESCO, sota el nom de Menorca Talaiòtica. Els jaciments en qüestió són: Necròpolis de Cala Morell, Naveta des Tudons, Es Castellàs des Caparrot de Forma, Ses Roques Llises, Trepucó, Poblat talaiòtic de Torralba d'en Salort, Cova des Càrritx, Taula de Torrellisar, Hipogeu de Torre del Ram, Hipogeus de Biniai Nou, Monument de na Comerma de sa Garita, Naveta de Biniac Oriental, Navetes de Rafal Rubí, Necròpolis i Es Castellet de Calescoves, Poblat de Son Mercer de Baix, Poblat talaiòtic de Binissafúller, Poblat talaiòtic de Montefí, Sa Cudia Cremada, Poblat talaiòtic de Sa Torreta, Poblat talaiòtic de Sant Agustí, Poblat talaiòtic de Torrellafuda, Poblat talaiòtic de Torretrencada, Sala hipòstila des Galliner de Madona, So na Caçana, Sepulcre de Son Olivaret, Talaiot de Torelló, Talaiot de Trebalúger, Poblat de Cala Morell, Torre d'en Galmés, Cornia Nou